# Montebello Challenger 1993
Il Montebello Challenger 1993 è stato un torneo di tennis facente parte della categoria ATP Challenger Series nell'ambito dell'ATP Challenger Series 1993. Il torneo si è giocato a Montebello in Canada dal 19 al 25 luglio 1993 su campi in cemento.
È stata la prima edizione del torneo, che nel 1995 fu spostato a Granby e prese il nome Challenger de Granby, per poi essere rinominato nel 2022 Championnats de Granby.

## Vincitori

### Singolare
Cristiano Caratti ha battuto in finale  Steve Bryan con il punteggio di 4–6, 7–5, 6–2.

### Doppio
David DiLucia /  Doug Flach hanno battuto in finale  Lan Bale /  Maurice Ruah con il punteggio di 6–3, 6–2.